# Třebelice
Třebelice (německy Treblitz) jsou částí městyse Malšice v okrese Tábor v Jihočeském kraji. Nachází se asi 3,5 kilometru jižně od Malšic. Vede tudy elektrická dráha Tábor–Bechyně. Třebelice jsou také název katastrálního území o rozloze 2,64 km², v jehož části je přírodní park Kukle.

## Historie
První písemná zmínka o vesnici pochází z roku 1379.

## Obyvatelstvo
| Rok            | 1869 | 1880 | 1890 | 1900 | 1910 | 1921 | 1930 | 1950 | 1961 | 1970 | 1980 | 1991 | 2001 | 2011 | 2021 |
| -------------- | ---- | ---- | ---- | ---- | ---- | ---- | ---- | ---- | ---- | ---- | ---- | ---- | ---- | ---- | ---- |
| Počet obyvatel | 240  | 261  | 241  | 234  | 213  | 239  | 221  | 144  | 163  | 135  | 101  | 85   | 57   | 69   | 83   |
| Počet domů     | 31   | 34   | 36   | 37   | 40   | 41   | 45   | 44   | 41   | 39   | 35   | 44   | 44   | 44   | 47   |

## Obecní správa
Při sčítání lidu v letech 1850–1879 Třebelice byly osadou obce Čenkov v okrese Tábor. V letech 1880–1960 byly samostatnou obcí v okrese Tábor. V letech 1961–1975 byly znovu částí obce Čenkov v okrese Tábor. Od 1. července 1975 jsou částí městyse Malšice v okrese Tábor.

## Galerie

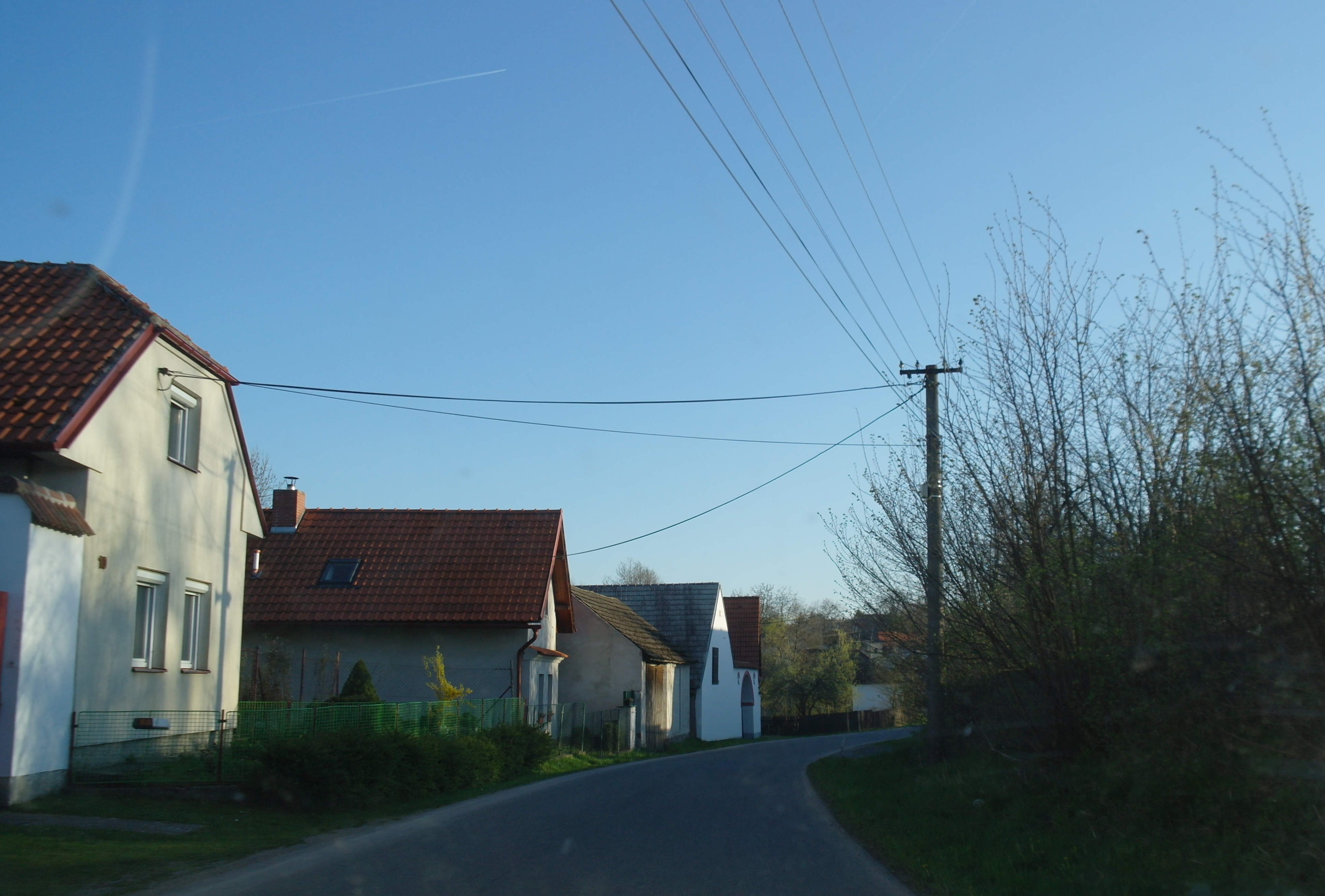
Ulice
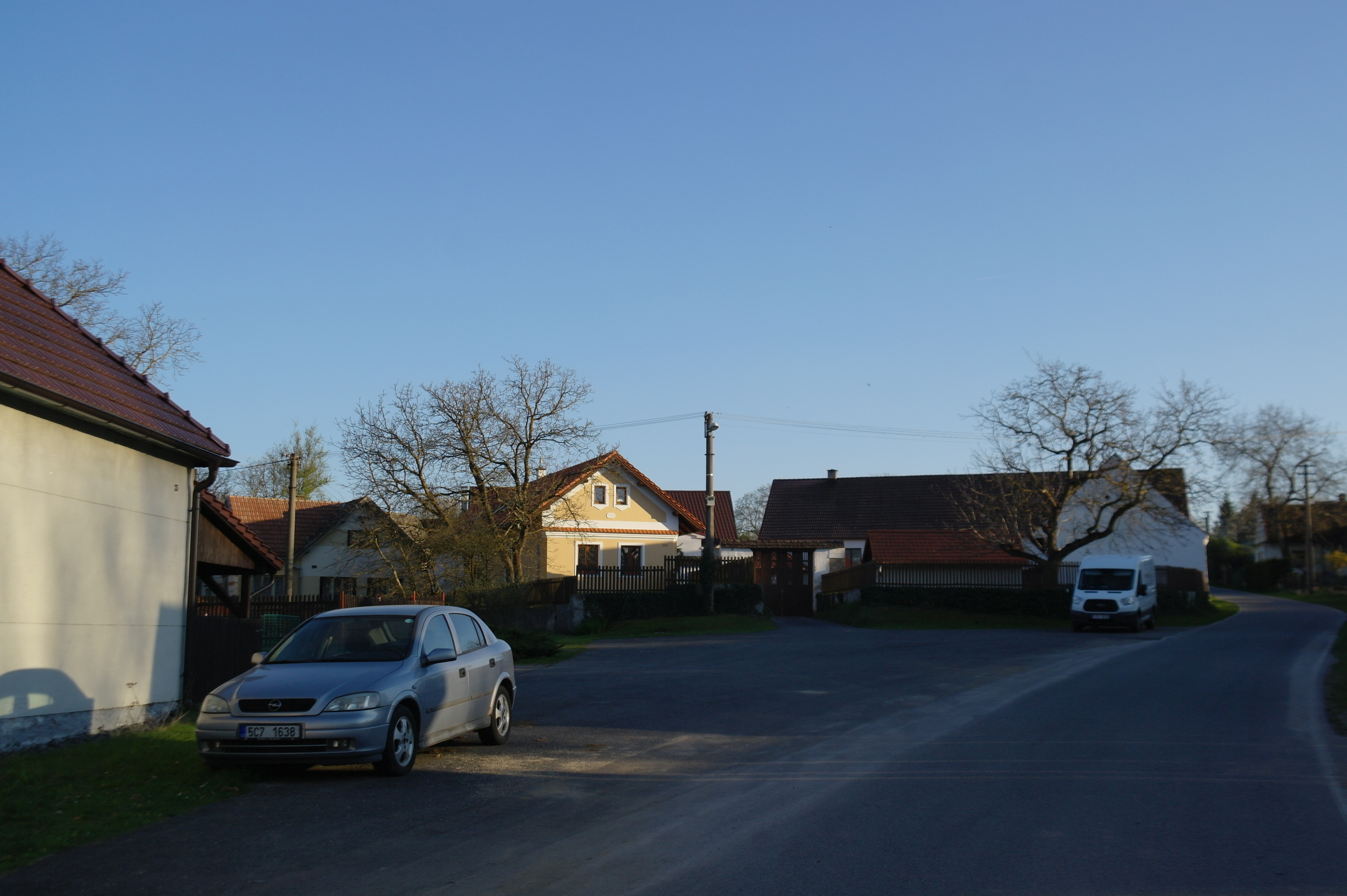
Náves
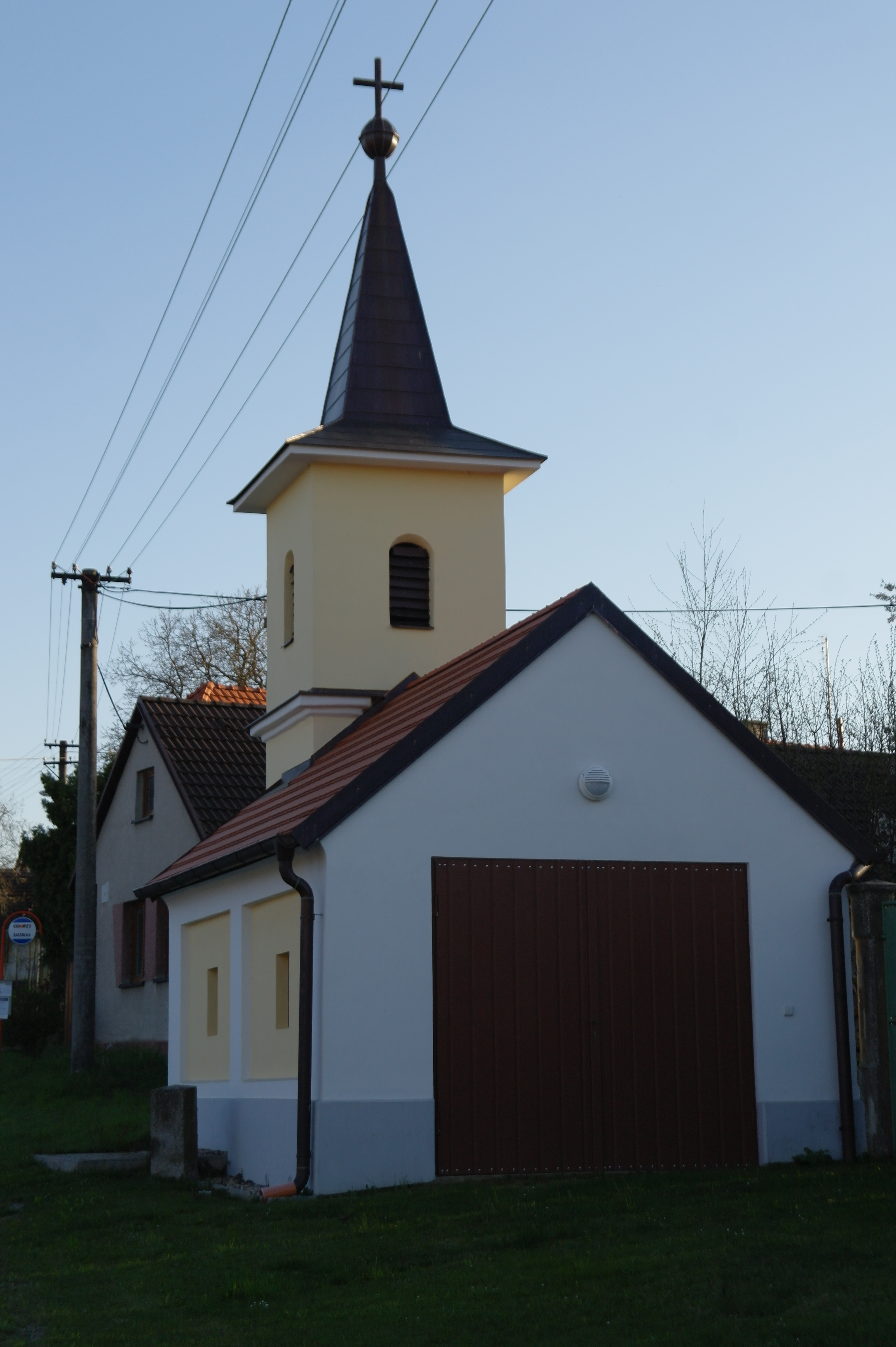
Kaplička